# Kara (musikgrupp)
Kara (hangul: 카라) var en sydkoreansk tjejgrupp bildad 2007 av DSP Media som var aktiv till 2016.
Gruppen bestod senast av de fyra medlemmarna Gyuri, Seungyeon, Hara och Youngji. De två tidigare medlemmarna Nicole och Jiyoung var även med i gruppen i flera år innan de lämnade den. 
Den 11 juni 2022 återförenades de tidigare Kara-medlemmarna Gyuri, Seungyeon, Nicole, Jiyoung och Youngji för en gruppfotografering som delades på vart och ett av deras Instagram-konton. Tre dagar senare rapporterades det att medlemmarna i Kara var i färd med att diskutera en återföreningssingel för att fira deras 15-årsjubileum. Den 19 september 2022 tillkännagavs det att Kara skulle släppa ett album under RBW för att fira 15-årsjubileet av deras debut i november med Nicole och Jiyoung som återansluter till gruppen.

## Medlemmar

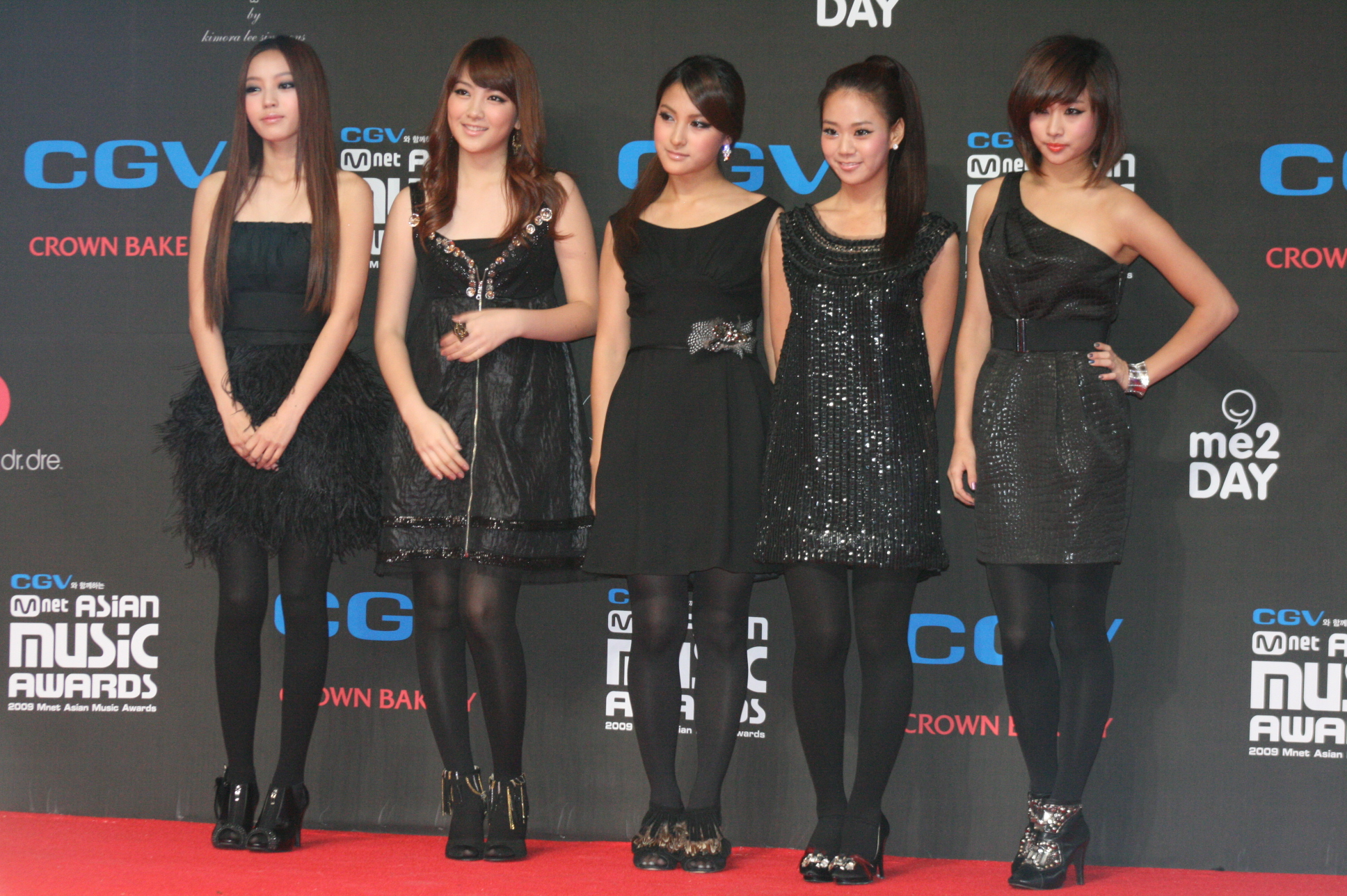
Karas medlemmar år 2009

| Artistnamn     | Artistnamn | Födelsenamn    | Födelsenamn | Födelsedatum    | Medlemstid |
| Romanisering   | Hangul     | Romanisering   | Hangul      | Födelsedatum    | Medlemstid |
| Senaste        | Senaste    | Senaste        | Senaste     | Senaste         | Senaste    |
| -------------- | ---------- | -------------- | ----------- | --------------- | ---------- |
| Park Gyu-ri    | 박규리     | Park Gyu-ri    | 박규리      | 21 maj 1988     | 2007-2016  |
| Han Seung-yeon | 한승연     | Han Seung-yeon | 한승연      | 24 juli 1988    | 2007-2016  |
| Goo Ha-ra      | 구하라     | Goo Ha-ra      | 구하라      | 13 januari 1991 | 2008-2016  |
| Heo Young-ji   | 허영지     | Heo Young-ji   | 허영지      | 30 augusti 1994 | 2014-2016  |
| Tidigare       |            |                |             |                 |            |
| Kim Sung-hee   | 김성희     | Kim Sung-hee   | 김성희      | 17 maj 1989     | 2007-2008  |
| Nicole         | 니콜       | Nicole Jung    | 니콜 정     | 7 oktober 1991  | 2007-2014  |
| Kang Ji-young  | 강지영     | Kang Ji-young  | 강지영      | 18 januari 1994 | 2008-2014  |

## Diskografi

### Album
| Albuminformation                                            | Topplacering          | Topplacering   |           |
| Albuminformation                                            | Sydkorea (Gaon Chart) | Japan (Oricon) |           |
| Koreanska                                                   | Koreanska             | Koreanska      | Koreanska |
| ----------------------------------------------------------- | --------------------- | -------------- | --------- |
| The First Blooming (Studioalbum) - Släppt: 29 mars 2007     | 2                     | —              |           |
| Rock U (EP-skiva) - Släppt: 25 juli 2008                    | 8                     | 106            |           |
| Pretty Girl (EP-skiva) - Nyutgåva: Honey (12 februari 2009) | 2                     | 103            |           |
| Revolution (Studioalbum) - Släppt: 30 juli 2009             | 2                     | 86             |           |
| Lupin (EP-skiva) - Släppt: 17 februari 2010                 | 1                     | 100            |           |
| Jumping (EP-skiva) - Släppt: 10 november 2010               | 1                     | 52             |           |
| Step (Studioalbum) - Släppt: 6 september 2011               | 1                     | 5              |           |
| Pandora (EP-skiva) - Släppt: 22 augusti 2012                | 1                     | 15             |           |
| Full Bloom (Studioalbum) - Släppt: 2 september 2013         | 1                     | 25             |           |
| Day & Night (EP-skiva) - Släppt: 18 augusti 2014            | 3                     | 26             |           |
| In Love (EP-skiva) - Släppt: 26 maj 2015                    | 2                     | 42             |           |
| Japanska                                                    |                       |                |           |
| Girl's Talk (Studioalbum) - Släppt: 24 november 2010        | —                     | 2              |           |
| Super Girl (Studioalbum) - Släppt: 23 november 2011         | —                     | 1              |           |
| Girls Forever (Studioalbum) - Släppt: 14 november 2012      | —                     | 2              |           |
| Fantastic Girls (Studioalbum) - Släppt: 28 augusti 2013     | —                     | 3              |           |
| Girl's Story (Studioalbum) - Släppt: 17 juni 2015           | —                     | 6              |           |

### Singlar
| År        | Titel                                        | Topplacering          | Topplacering   |
| År        | Titel                                        | Sydkorea (Gaon Chart) | Japan (Oricon) |
| Koreanska | Koreanska                                    | Koreanska             | Koreanska      |
| --------- | -------------------------------------------- | --------------------- | -------------- |
| 2007      | "Break It"                                   | 18                    | —              |
| 2008      | "Rock U"                                     | 7                     | —              |
| 2008      | "Pretty Girl"                                | 2                     | —              |
| 2009      | "Honey"                                      | 1                     | —              |
| 2009      | "Wanna"                                      | 1                     | —              |
| 2009      | "Mister"                                     | 8                     | —              |
| 2010      | "Lupin"                                      | 1                     | —              |
| 2010      | "Jumping"                                    | 3                     | —              |
| 2011      | "Step"                                       | 2                     | —              |
| 2012      | "Pandora"                                    | 2                     | —              |
| 2013      | "Runaway"                                    | 9                     | —              |
| 2013      | "Damaged Lady"                               | 4                     | —              |
| 2014      | "Mamma Mia"                                  | 10                    | —              |
| 2015      | "Cupid"                                      | 14                    | —              |
| Japanska  |                                              |                       |                |
| 2010      | "Mister"                                     | —                     | 5              |
| 2010      | "Jumpin'"                                    | —                     | 5              |
| 2011      | "Jet Coaster Love"                           | —                     | 1              |
| 2011      | "Go Go Summer!"                              | —                     | 2              |
| 2011      | "Winter Magic"                               | —                     | 3              |
| 2012      | "Speed Up"/"Girl's Power"                    | —                     | 2              |
| 2012      | "Electric Boy"                               | —                     | 2              |
| 2013      | "Bye Bye Happy Days!"                        | —                     | 2              |
| 2013      | "Thank You Summer Love"                      | —                     | 2              |
| 2013      | "French Kiss"                                | —                     | 7              |
| 2014      | "Mamma Mia"                                  | —                     | 6              |
| 2015      | "Summer Gic"/"Sunshine Miracle"/"Sunny Days" | —                     | 2              |